# Clan Niwa

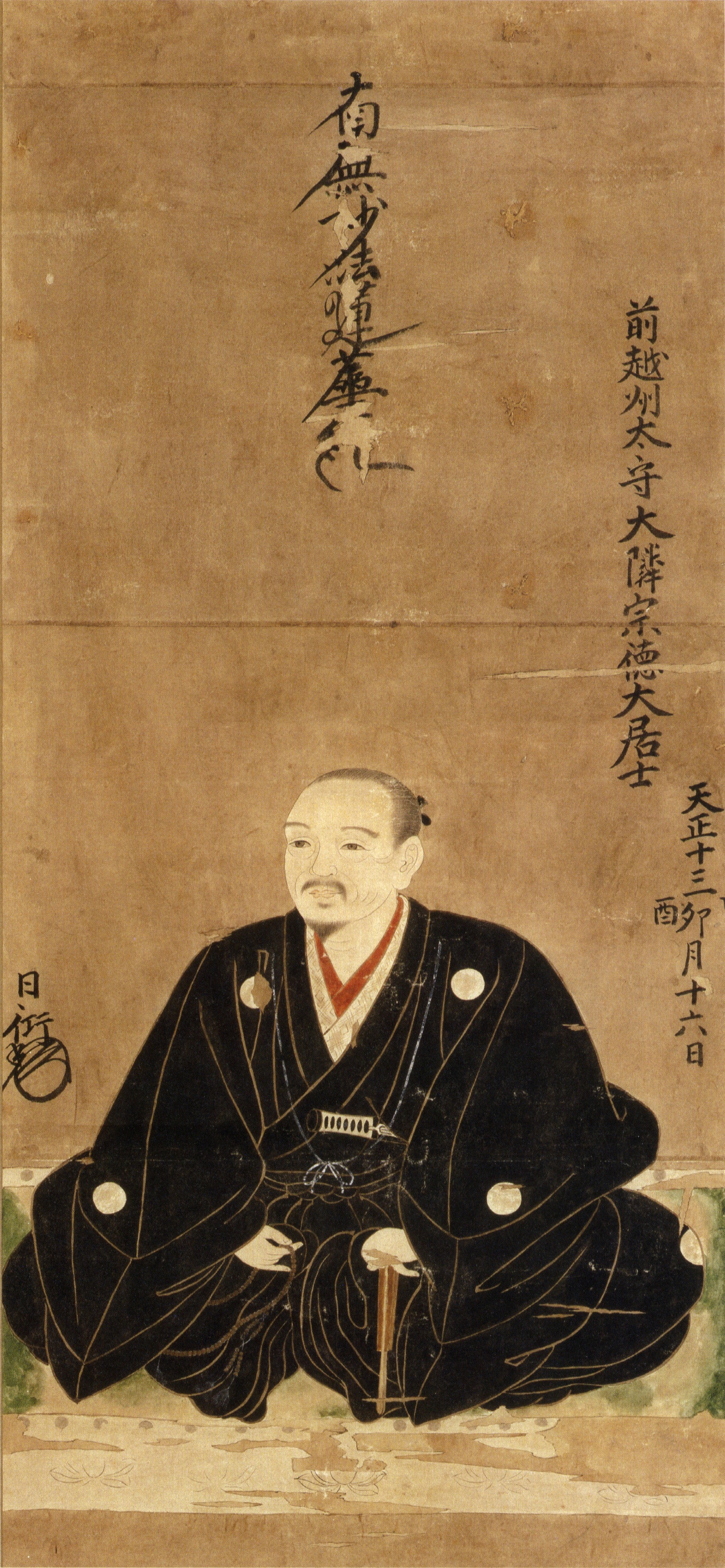
Niwa Nagahide, chef des Niwa durant l'époque Sengoku.

Le clan Niwa (丹羽氏, Niwa-shi) est un clan japonais de la province d'Owari, qui descend du clan Kodama. Lorsqu'Oda Nobunaga prend le pouvoir, le clan Niwa essaye d'entretenir de bons rapports avec lui. Après la mort d'Oda Nobunaga, l'influence du clan Niwa s'efface mais le clan réussit à survivre jusqu'à la période Edo et créée une dynastie de daimyos.